# Vuelta Ciclista del Uruguay 2003
La 60ª edición de la Vuelta Ciclista del Uruguay, se disputó del 11 al 20 de abril de 2003.
La competencia tuvo 10 etapas, recorriéndose 1593 km.
Participaron 14 equipos de Uruguay más uno de Brasil, uno de Argentina, uno de Italia y uno de Estados Unidos y totalizaron 95 corredores..
El vencedor fue Javier Gómez del Villa Teresa, pero por un control antidopaje positivo, le fue retirado el triunfo y finalmente Luis Alberto Martínez del San Antonio de Paysandú que había sido el 2º, fue declarado ganador.

## Desarrollo
Luego de una escapada en la 3.ª etapa, 8 competidores (Richard Mascarañas, Luis Alberto Martínez, Milton Wynants, Daniel Fuentes Gustavo Figueredo, Jorge Bravo, Javier Gómez y Miguel Direna), quedaron distanciados por solo 6 segundos, intercalándose en el liderato gracias a las bonificaciones de etapa y metas volantes entre Fuentes, Mascarañas y Wynants.
Así se llegó a la contrarreloj de 40 km en Mercedes, donde triunfó Matías Medici empleando un tiempo de 49 minutos y 31 segundos. En 2.º lugar se ubicó  Javier Gómez a 2 minutos y 3 segundos y en la clasificación general, Gómez obtuvo la malla oro seguido de Medici (a 3 segundos), Gustavo Figueredo (a 46), Luis Alberto Martínez (a 47) y Daniel Fuentes (a 51).
En la penúltima etapa una escapada de Jorge Bravo, Daniel Fuentes, el líder Javier Gómez, Luis Alberto Martínez y Jorge Libonatti, sentenció definitivamente la competencia. Gómez se afianzó en el liderazgo, mientras Fuentes, con la bonificación de la 2.ª posición en la etapa, adelantó al 2.º lugar en la general desplazando a Luis Alberto Martínez, aunque éste la recuperó en la última etapa con un tercer puesto en la llegada y un triunfo en la meta volante.
Esos segundos de bonificación en la última etapa para lograr el 2.º lugar resultaron fundamentales, ya que una muestra antidopaje de Javier Gómez dio positivo y le fue retirada la victoria, que finalmente fue para Luis Alberto Martínez.

## Equipos y ciclistas participantes
| Tabaré Farías Uruguay | Mar y Sierra Argentina | Guarulhos Brasil |
| - 1. Gustavo Figueredo - 2. Martín Bentancort - 3. Jorge Bravo - 4. Richard Cabral - 5. Phillip Sosa                                      | - 11. Fernando Niel - 12. Alejandro Párraga - 13. Alfredo Párraga - 14. Emilio San Martín - 15. Mateo Sasso                                   | - 21. Edson Corradi - 22. Mac Donald Fernándes - 23. Walter Ribeiro - 24. Ricardo Tavares                                                |
| Penelli Cinghiale Italia | UPMS Estados Unidos | Alas Rojas Uruguay |
| - 31. Simone Basci - 32. Alfonso Falzarano - 33. Andrea Gurayev - 34. Roberto Moretti - 35. Stefano Panetta                               | - 41. José María Aravena - 42. Gerardo Castro - 43. Joseph Papp - 44. Miguel Quitral - 45. Franco Bylo - 46. Álvaro Tardáguila                | - 51. Alejandro Acton - 52. Hernán Cline - 53. Agustín Margalef - 54. Richard Mascarañas - 55. Néstor Pías - 56. Alén Reyes              |
| Asconeguy C.C. Uruguay | Cruz del Sur Uruguay | Federación de Durazno Uruguay |
| - 61. José Asconeguy - 62. Leonardo Márquez - 63. Harley Píriz - 64. Luis Valiente                                                        | - 71. Geovane Fernández - 72. Daniel Fuentes - 73. Nazario Martín - 74. Oscar Andrada - 75. Pablo Sappia - 76. Mario Sasso - 77. Carlos Silva | - 81. Sebastián Busciolano - 82. Víctor Hugo Cabrera - 83. Richard Da Costa - 84. Mariano López - 85. Adalberto Pérez - 86. Wilson Pérez |
| Fénix Uruguay | C.C. Maldonado Uruguay | Policial Uruguay |
| - 91. Johao Calvo - 92. Jorge Libonatti - 93. Matías Medici - 94. Héctor Morales - 95. Jorge Suk                                          | - 101. Javier Bermúdez - 102. César Berti - 103. Fernando De León - 104. Franco Gómez - 105. Carlos Ramírez - 106. Fabio Zipitría             | - 111. Víctor Faust - 112. Daniel Gorina - 113. Ruben Ways - 114. Patricio Meléndez - 115. Jorge Vera                                    |
| Peñarol de Maldonado Uruguay | Federación de Rocha Uruguay | San Antonio de Paysandú Uruguay |
| - 121. Pedro Barboza - 122. Richard Farías - 123. Eduardo Romero - 124. Marcelo Villar                                                    | - 131. Carlos Giménez - 132. Washington Muñoz - 133. Eduardo Olivera - 134. Carlos Pereira - 135. Pablo Quintana - 136. Juan Sosa             | - 141. Milton Castrillón - 142. Julián González - 143. Luis Alberto Martínez - 144. Walter Rafael Silva - 145. Milton Wynants            |
| Villa Teresa Uruguay | Unión Ciclista Maragata Uruguay | Avance de Pando Uruguay |
| - 151. Jorge Bustamente - 152. Miguel Direna - 153. Javier Gómez - 154. Diego Fernández - 155. Javier Moreira - 156. Christian Villanueva | - 171. Héctor Aguilar - 172. Gustavo Cozzi - 173. Esteban Juckich - 174. José Ledesma                                                         | - 181. Mariano De Fino - 182. Diego Fernández - 183. Gonzalo García - 184. Ricardo Guedes - 185. Álvaro Herou - 186. Gonzalo Tagliabúe   |

## Etapas
| Etapa | Fecha       | Recorrido            | km       | Ganador (equipo)                         | Líder              |
| 1.ª   | 11 de abril | Montevideo-Maldonado | 165,5    | Héctor Morales (Fénix)                   | Héctor Morales     |
| 2.ª   | 12 de abril | Maldonado-Rocha      | 150      | Hernán Cline (Alas Rojas)                | Hernán Cline       |
| 3.ª   | 13 de abril | Rocha-Treinta y Tres | 172      | Carlos Silva (Cruz del Sur)              | Richard Mascarañas |
| 4.ª   | 14 de abril | Treinta y Tres-Minas | 166      | Daniel Fuentes (Cruz del Sur)            | Daniel Fuentes     |
| 5.ª   | 15 de abril | Minas- Montevideo    | 180      | Matías Medici (Fénix)                    | Richard Mascarañas |
| 6.ª   | 16 de abril | Montevideo-Colonia   | 177,4    | Alfonso Falzarano (Penelli Cinghiale)    | Richard Mascarañas |
| 7.ª   | 17 de abril | Colonia-Mercedes     | 179,5    | Milton Wynants (San Antonio de Paysandú) | Milton Wynants     |
| 8.ª   | 18 de abril | Mercedes             | 40 (CRI) | Matías Medici (Fénix)                    | Javier Gómez       |
| 9.ª   | 19 de abril | Mercedes-Trinidad    | 160      | Jorge Bravo (Tabaré Farías)              | Javier Gómez       |
| 10.ª  | 20 de abril | Trinidad-Montevideo  | 203      | Gustavo Figueredo (Tabaré Farías)        | Javier Gómez       |

## Clasificaciones finales

### Clasificación individual
| Pos. | Ciclista              | Equipo                  | Tiempo           |
| ---- | --------------------- | ----------------------- | ---------------- |
| 1.º  | Luis Alberto Martínez | San Antonio de Paysandú | 36 h 00 min 24 s |
| 2.º  | Daniel Fuentes        | Cruz del Sur            | a 5 s            |
| 3.º  | Jorge Libonatti       | Fénix                   | a 45 s           |
| 4.º  | Gustavo Figueredo     | Tabaré Farías           | a 1 min 04 s     |
| 5.º  | Milton Wynants        | San Antonio de Paysandú | a 1 min 32 s     |
| 6.º  | Jorge Bravo           | Tabaré Farías           | a 1 min 32 s     |
| 7.º  | Carlos Ramírez        | Club Ciclista Maldonado | a 1 min 50 s     |
| 8.º  | Richard Mascarañas    | Alas Rojas              | a 3 min 40 s     |
| 9.º  | Miguel Direnna        | Villa Teresa            | a 3 min 45 s     |
| 10.º | Matías Médici         | Fénix                   | a 3 min 47 s     |
| 11.º | Geovani Fernández     | Cruz del Sur            | a 4 min 46 s     |
| 12.º | Néstor Pías           | Alas Rojas              | a 6 min 09 s     |
| 13.º | Mariano De Fino       | Avance De Pando         | a 6 min 53 s     |
| 14.º | José Asconeguy        | Asconeguy Cycles club   | a 8 min 47 s     |

### Clasificación premio esprínter
| Pos.        | Ciclista             | Equipo     | Puntos |
| ----------- | -------------------- | ---------- | ------ |
| Malla verde | Hernán Cline         | Alas Rojas | 19     |
| 2.º         | Alejandro Acton      | Alas Rojas | 16     |
| 3.º         | Mac Donald Fernandes | Guarulhos  | 12     |

### Clasificación premio cima
| Pos.       | Ciclista        | Equipo                  | Puntos |
| ---------- | --------------- | ----------------------- | ------ |
| Malla roja | Alejandro Acton | Alas Rojas              | 26     |
| 2.º        | Carlos Silva    | Cruz del Sur            | 21     |
| 3.º        | Héctor Aguilar  | Unión Ciclista Maragata | 13     |

### Clasificación por equipos
| Pos. | Equipo                     | Tiempo            |
| ---- | -------------------------- | ----------------- |
| 1.º  | Club Ciclista Fénix        | 108 h 10 min 40 s |
| 2.º  | Club Atlético Villa Teresa | a 2 min 17 s      |
| 3.º  | San Antonio de Paysandú    | a 2 min 49 s      |
| 4.º  | Cruz del Sur               | a 3 min 16 s      |
| 5.º  | Alas Rojas                 | a 9 min 55 s      |